# T型貨物船
T型貨物船とは、日本郵船が運航した貨物船のクラスの一つで、1913年（大正2年）から1921年（大正10年）の間にイギリス・ラッセル造船所、三菱長崎造船所、川崎造船所および横浜船渠で四次にわたって建造および購入された。日本における事実上最初の本格的な大型貨物船として就航し、高速ディーゼル船が就航するまで日本郵船の貨物船隊の主力を担った。
本項では、主に建造までの背景や特徴、技術的な面などについて説明し、船歴については略歴の形で一覧としてまとめている。単独項目として作成されている船に関しては、そちらも参照されたい。また、形式名称については1988年（昭和63年）刊行の『日本郵船株式会社百年史』に拠って「T型貨物船」に統一し、プロトタイプとなった貨物船や準同型船の第二與禰丸型貨物船も含めて解説する。

## 建造までの背景
明治の後半期における日本の近代海運は、政府の政策もあって貨客船の整備に重きが置かれており、貨物船部門は外国船の傭船あるいは中古船の購入でまかなっている状況だった。船価の点で折り合いがつかなかったのが貨物船整備に消極的だった理由の一つではあったが、近い将来に海外の海運業者との競争で不利になるのは目に見えていた。
日本郵船もまた貨客船整備に大わらわだったが、それと並行して貨物船整備にも取り組むこととなった。整備の背景には、近く来るパナマ運河開通などによる需要増加への対応、また欧州航路使用船への航海奨励法による奨励金の受給資格喪失への備えがあった。しかし、整備と言ったところでいきなり造船所に貨物船建造を発注したわけではなく、手始めに1911年（明治44年）にイギリスの海運会社であるデン・ラインから当時の新鋭貨物船「デン・オブ・クロンビー」（4,947トン）を傭船し、性能、運営方法から乗員の食事にいたるまで徹底的に調査した。調査の末に、「デン・オブ・クロンビー」を建造したグラスゴーのラッセル造船所で建造中の6,000トン級貨物船2隻を購入し、これに改良を加えた7,000トンから7,500トン級貨物船をラッセル造船所、三菱長崎造船所、川崎造船所に2隻ずつ発注することとなった。これが、T型貨物船のプロトタイプと第一期船である。T型貨物船は以後、大正10年まで四度にわたって建造され、また鈴木商店でも系列会社を使って同型船を整備するにいたった。他にも、川崎造船所がストックボートとして2隻を建造している。

## 一覧と特徴
第二與禰丸型貨物船以外の各形式の名称は、便宜上でつけたものである。

### プロトタイプ
| 船名   | 建造所         | 起工 | 進水      | 竣工           | 備考・出典  |
| ------ | -------------- | ---- | --------- | -------------- | ----------- |
| 徳島丸 | ラッセル造船所 |      | 1913年7月 | 1913年12月27日 | [ 6 ] [ 7 ] |
| 鳥取丸 | ラッセル造船所 |      | 1913年8月 | 1914年1月19日  | [ 6 ] [ 8 ] |

T型貨物船のプロトタイプに位置づけられ、第一期船以降の船と比べて一回り小さい。船価は「徳島丸」が7万4230ポンド、「鳥取丸」が7万3600ポンドであった。

### 第一期船
| 船名   | 建造所         | 起工          | 進水           | 竣工          | 備考・出典    |
| ------ | -------------- | ------------- | -------------- | ------------- | ------------- |
| 対馬丸 | ラッセル造船所 |               | 1914年9月8日   | 1915年2月22日 | [ 9 ] [ 10 ]  |
| 高田丸 | ラッセル造船所 |               | 1915年         | 1915年3月18日 | [ 9 ] [ 11 ]  |
| 豊岡丸 | 三菱長崎造船所 | 1913年8月4日  | 1914年10月29日 | 1915年3月6日  | [ 12 ] [ 10 ] |
| 富山丸 | 三菱長崎造船所 | 1913年8月4日  | 1915年3月20日  | 1915年6月3日  | [ 12 ] [ 13 ] |
| 豊橋丸 | 川崎造船所     | 1914年1月19日 | 1914年9月22日  | 1915年4月30日 | [ 14 ] [ 15 ] |
| 徳山丸 | 川崎造船所     | 1914年3月22日 | 1914年10月29日 | 1915年5月25日 | [ 14 ] [ 13 ] |

欧州航路用臨時船として建造。第一期船のうち、「豊岡丸」と「富山丸」は、日本の貨物船として初めて減速装置付きタービン機関を搭載した船である。ラッセル造船所建造分の「対馬丸」および「高田丸」と「豊橋丸」および「徳山丸」に搭載されている三連成レシプロエンジンは形式が異なるのか、出力の面で差異がある。また、「対馬丸」および「高田丸」の総トン数は7,000トンを大きく割り込んでいる。船価は、ラッセル建造分が9万4500ポンド、三菱長崎建造分が117万9000円、川崎建造分が116万円であった。

### 第二期船
| 船名   | 建造所         | 起工           | 進水          | 竣工          | 備考・出典    |
| ------ | -------------- | -------------- | ------------- | ------------- | ------------- |
| 但馬丸 | 川崎造船所     | 1915年8月6日   | 1916年2月7日  | 1916年4月15日 | [ 14 ] [ 13 ] |
| 龍野丸 | 川崎造船所     | 1915年9月17日  | 1916年3月21日 | 1916年5月20日 | [ 14 ] [ 18 ] |
| 鳥羽丸 | 川崎造船所     | 1915年11月17日 | 1916年7月1日  | 1916年8月10日 | [ 14 ] [ 19 ] |
| 常磐丸 | 三菱長崎造船所 | 1915年2月25日  | 1916年1月9日  | 1916年8月12日 | [ 12 ] [ 20 ] |
| 敦賀丸 | 三菱長崎造船所 | 1915年4月28日  | 1916年3月8日  | 1916年6月15日 | [ 12 ] [ 21 ] |
| 津山丸 | 三菱長崎造船所 | 1915年2月9日   | 1916年7月11日 | 1916年9月28日 | [ 12 ] [ 20 ] |

第一期船と合わせて、12隻体制で東洋とヨーロッパ間の定期運航を行うことを主眼として、1915年（大正4年）2月3日の取締役会で建造が決定された。第一期船の「豊岡丸」公試運転の際、煙突からの火熱により無線アンテナの接続部のはんだが溶けてアンテナが落下するという事故が起こったため、同様の事故を避けるためマストの高さが改正された。「常磐丸」のみタービン機関搭載。船価は第一期船より下がって一隻あたり100万円であった。

### 第三期船
| 船名       | 建造所         | 起工           | 進水          | 竣工          | 備考・出典    |
| ---------- | -------------- | -------------- | ------------- | ------------- | ------------- |
| りま丸     | 三菱長崎造船所 | 1919年10月24日 | 1920年3月25日 | 1920年4月25日 | [ 25 ] [ 26 ] |
| りおん丸   | 横浜船渠       | 1919年8月15日  | 1920年3月3日  | 1920年5月6日  | [ 27 ] [ 26 ] |
| りすぼん丸 | 横浜船渠       | 1919年10月15日 | 1920年5月31日 | 1920年7月8日  | [ 27 ] [ 28 ] |

「戦時減少船腹補充ノ為メ」、1919年（大正8年）4月10日の取締役会で建造承認。日本郵船が自腹で必要資材を購入して三菱長崎造船所と横浜船渠に提供した。頭文字の「L」から、「L型貨物船」とも呼ばれる。船価は一気に跳ね上がり、一隻あたり314万2800円となった。

### 第四期船
| 船名   | 建造所   | 起工          | 進水           | 竣工           | 備考・出典    |
| ------ | -------- | ------------- | -------------- | -------------- | ------------- |
| 武豊丸 | 横浜船渠 | 1920年5月1日  | 1920年9月23日  | 1920年10月25日 | [ 27 ] [ 31 ] |
| 高岡丸 | 横浜船渠 | 1920年7月7日  | 1920年11月21日 | 1920年12月16日 | [ 27 ] [ 31 ] |
| 水戸丸 | 横浜船渠 | 1920年8月2日  | 1921年1月5日   | 1921年2月21日  | [ 27 ] [ 32 ] |
| 松江丸 | 横浜船渠 | 1920年9月23日 | 1921年3月6日   | 1921年4月5日   | [ 27 ] [ 33 ] |

1919年（大正8年）10月3日の取締役会で建造承認し、横浜船渠が鋼材を輸入して建造した。船価は一隻あたり307万5000円となっている。

### 鈴木商店からの購入船
| 船名   | 建造所   | 起工           | 進水         | 竣工         | 備考・出典    |
| ------ | -------- | -------------- | ------------ | ------------ | ------------- |
| 松本丸 | 横浜船渠 | 1920年10月28日 | 1921年4月6日 | 1921年5月5日 | [ 27 ] [ 34 ] |
| 前橋丸 | 横浜船渠 | 1921年1月5日   | 1921年7月2日 | 1921年8月2日 | [ 27 ] [ 35 ] |

1920年（大正9年）2月18日の取締役会で、同型船のほうが船繰りの都合上有利であるとの理由により購入を承認。なお、「りおん丸」から「前橋丸」までの8隻は、1930年（昭和5年）に「秩父丸」（17,498トン）が竣工するまで、横浜船渠で建造されたもっとも大型の船舶であった。また、「水戸丸」から「前橋丸」までの頭文字が「M」の船は、「M型貨物船」と呼ばれることもある。購入価格は1重量トンあたり320円であった。

### 第二與禰丸型貨物船
| 船名       | 建造所         | 起工           | 進水           | 竣工           | 備考・出典     |
| ---------- | -------------- | -------------- | -------------- | -------------- | -------------- |
| 與禰丸     | 三菱長崎造船所 | 1915年11月15日 | 1916年8月16日  | 1916年11月8日  | 南満汽船所属・ |
| 第二與禰丸 | 三菱長崎造船所 | 1916年5月20日  | 1917年10月15日 | 1917年11月10日 | 帝国汽船所属・ |
| 鞍馬山丸   | 三菱長崎造船所 | 1916年7月5日   | 1917年12月22日 | 1918年1月19日  | 橋本商会所属・ |

他の同型船と違って主機関が1基1軸であり、「與禰丸」のみタービン機関を装備し、他の2隻はレシプロエンジンを搭載していた。なお、ここでの「與禰丸」は国際汽船への提供船とは別の船である。3隻ともまもなく海外に売却された。

### ストックボート
| 船名       | 建造所     | 起工          | 進水          | 竣工          | 備考・出典 |
| ---------- | ---------- | ------------- | ------------- | ------------- | ---------- |
| 第五大福丸 | 川崎造船所 | 1917年1月25日 | 1917年5月23日 | 1917年6月25日 | [ 41 ]     |
| 第七大福丸 | 川崎造船所 | 1917年2月10日 | 1917年6月23日 | 1917年7月23日 | [ 41 ]     |

川崎造船所で建造されたストックボート。両者とも1917年（大正6年）にイギリスのFurness Withy & Co. Ltd.に売却された。

## 就役
T型貨物船のうち、プロトタイプの2隻は第一次世界大戦前夜、第一期船は大戦勃発後に就航した。大戦ではドイツのUボートによって連合国側の輸送船の被害が多かったことで船腹が逼迫し、主要戦場から遠かった日本の海運業界に好景気がもたらされた。その最中、日本郵船は新しい航路を次々と開設し、新航路のいくつかはT型貨物船でスタートが切られた。「徳島丸」は1914年（大正3年）開設の世界一周線に就航し、日本船として初めてパナマ運河を通過した船として記録された。次いで1916年（大正5年）6月21日開設の東航ニューヨーク線に「対馬丸」、1919年（大正8年）1月10日開設のカルカッタ・南アメリカ線には「豊岡丸」、1920年（大正9年）5月16日開設の西航ニューヨーク線には「りおん丸」がそれぞれ第一船として配され、日本郵船の航路拡大策に呼応した。その他のT型貨物船も連合国側の物資輸送に任じた。しかし、大戦中に「高田丸」が事故で、「徳山丸」がUボートの攻撃でそれぞれ沈没し、日本郵船が考えていた「徳島丸」と「鳥取丸」を除いたT型貨物船12隻体制での定期航路就航は早くも崩れることとなった。この喪失分は第三期船、第四期船および鈴木商店からの購入船で補われ、大戦終了後は日本郵船の貨物船隊の主力としてニューヨーク線を中心に勢力を張った。1927年（昭和2年）3月4日に横浜港を出港した「龍野丸」は、初めてニューヨーク方面への生糸の直送を行い、従前の西海岸から鉄道に積み替えて行う輸送からの転換を図った。
しかしながら、1920年代後半から高速ディーゼル船が相次いで就航し、ライバルの大阪商船が畿内丸型貨物船で生糸の高速輸送を開始、国際汽船や三井物産も高速ディーゼル船を投入してこれに追随すると、T型貨物船は陳腐な存在となっていく。速力の面では全く勝負にならず、横浜積み出しの生糸輸送は1932年（昭和7年）度の時点で大阪商船や国際汽船などのディーゼル船に9割9分持っていかれる有様であった。こうした動きに対し、日本郵船は次のような理由から貨物船部門に関しては手も足も出なかった。1920年代後半から1930年代前半にかけて、日本郵船は東洋汽船から取得した分も含めて貨客船が就航する遠洋航路を命令航路として抱えていたが、その就航船の更新時期と重なったのである。「浅間丸」（16,947トン）や「氷川丸」（11,622トン）、「照国丸」（11,931トン）などの新鋭船で貨客船部門の刷新に8000万円もの巨費を投じた結果、貨物船部門に手を廻すには資金が不足。これに加えて、日本郵船内部で貨客船優位論が支配的だったこともあって貨物船整備はなかなか行われなかったが、壊滅的な現実の前にようやく方針を修正し、第一次船舶改善助成施設でN型貨物船を建造することとなった。
N型貨物船とA型貨物船が整備されると、T型貨物船は入れ替わるようにメインルートからは撤退し、新たに開設された中央アメリカやメキシコ湾岸方面への新航路などに転じていった。1930年代後半から世界情勢が緊迫化すると、優秀船を保護するためにT型貨物船など旧型船に差し替え、思わぬ形で表舞台に返り咲くこととなった。間もなく第二次世界大戦の勃発、日米関係の悪化などによって遠洋航路は縮小し、1941年（昭和16年）半ばには定期の遠洋航路は事実上途絶した。太平洋戦争突入後は陸海軍徴傭船や船舶運営会使用船として行動し、「龍野丸」、「武豊丸」および「松本丸」はタンカー不足を補うため応急タンカーに改造された。1942年（昭和17年）1月24日のバリクパパン沖海戦で「敦賀丸」が沈没したのを手始めにT型貨物船の諸船も被害が続出し、多数の疎開児童が遭難した「対馬丸」、大量の兵員が遭難した「富山丸」および「りま丸」、輸送中の捕虜に多大な犠牲者が出た「りすぼん丸」のような悲劇の主役も現れた。戦争が終わった時点で、日本に残ったT型貨物船は基隆で航行不能だった「鳥羽丸」ただ一隻が残存し、中華民国に接収された上で修理再就役し、1958年あるいは1962年に解体された。海外に移ったT型貨物船の消長については、「鞍馬山丸」が竣工後すぐにイギリスに売却された "War Nymph" が2回の転売を経てイギリス船として終戦を迎え、戦後にイタリア船籍 "Delia" となり、2回の転売を経て1958年に解体された。
"War Nymph"と「鳥羽丸」の2隻のみが第二次世界大戦を乗り越えたT型貨物船である。

## 行動略歴
| 船名       | 行動略歴                         | 行動略歴 |
| 船名       | 日付                             | 概要 |
|            |                                  | |
| 徳島丸     | 1914年12月10日                   | パナマ運河通過（日本船第一号） |
| 徳島丸     | 1937年7月15日から1938年3月26日   | 日本陸軍に徴傭 |
| 徳島丸     | 1940年8月3日                     | 日本陸軍に徴傭 |
| 徳島丸     | 1942年3月                        | 蘭印作戦 |
| 徳島丸     | 1942年3月1日                     | 空襲を受け座礁（バタビア沖海戦） |
| 徳島丸     | 1943年6月                        | 離礁、昭南（シンガポール）に回航 |
| 徳島丸     | 1943年10月15日                   | 宇品着、三菱神戸造船所で修理 |
| 徳島丸     | 1944年3月1日                     | サンジャック沖で海防艦対馬と衝突 |
| 徳島丸     | 1944年9月19日                    | 北緯21度27分 東経121度35分 / 北緯21.450度 東経121.583度の地点でアメリカ潜水艦「ピクーダ」の雷撃により沈没                                                  |
|            |                                  | |
| 鳥取丸     | 1918年6月から1919年              | アメリカ合衆国に貸与 |
| 鳥取丸     | 1937年8月21日から12月15日        | 日本陸軍に徴傭 |
| 鳥取丸     | 1938年                           | カルカッタ線 |
| 鳥取丸     | 1938年6月25日から1939年5月23日   | 日本陸軍に徴傭 |
| 鳥取丸     | 1941年5月31日から9月7日          | マドラス線最終就航（5月31日横浜発、7月18日ヴィシャーカパトナム着/7月21日発、9月7日関門着）                                                                 |
| 鳥取丸     | 1941年9月13日                    | 日本陸軍に徴傭 |
| 鳥取丸     | 1942年5月19日                    | 潜水艦の雷撃により損傷 |
| 鳥取丸     | 1944年1月15日                    | 解傭および日本海軍に徴傭 |
| 鳥取丸     | 1944年11月14日                   | マニラでアメリカ第38任務部隊機の空襲により大破 |
| 鳥取丸     | 1945年5月15日                    | 北緯09度58分 東経101度05分 / 北緯9.967度 東経101.083度の地点でアメリカ潜水艦「ハンマーヘッド」の雷撃により沈没                                             |
|            |                                  | |
| 対馬丸     | 1916年6月21日                    | 東航ニューヨーク線 |
| 対馬丸     | 1938年                           | カルカッタ線 |
| 対馬丸     | 1941年9月21日から1942年5月5日    | 日本陸軍に徴傭 |
| 対馬丸     | 1941年12月21日                   | リンガエン湾上陸戦 |
| 対馬丸     | 1942年2月18日                    | パレンバン攻略戦 |
| 対馬丸     | 1942年6月12日から1943年10月28日  | 船舶運営会使用船 |
| 対馬丸     | 1943年10月28日                   | 日本陸軍に徴傭 |
| 対馬丸     | 1944年8月22日                    | 北緯29度33分 東経129度30分 / 北緯29.550度 東経129.500度の地点でアメリカ潜水艦「ボーフィン」の雷撃により沈没                                                |
|            |                                  | |
| 高田丸     | 1916年2月2日                     | アメリカ船「シルバー・シェル」と衝突し、翌日沈没 |
|            |                                  | |
| 豊岡丸     | 1919年1月10日                    | カルカッタ・南アメリカ線 |
| 豊岡丸     | 1938年                           | ボンベイ線 |
| 豊岡丸     | 1940年3月15日                    | 鏑木汽船に売却 |
| 豊岡丸     | 1942年3月                        | 蘭印作戦 |
| 豊岡丸     | 1944年9月9日                     | 北緯19度45分 東経120度53分 / 北緯19.750度 東経120.883度の地点でアメリカ潜水艦「クイーンフィッシュ」の雷撃により沈没                                        |
|            |                                  | |
| 富山丸     | 1935年7月3日                     | 南洋海運に移籍 |
| 富山丸     | 1937年1月                        | 小野合名に移籍 |
| 富山丸     | 1938年                           | ボンベイ線 |
| 富山丸     | 1941年12月24日                   | ラモン湾上陸戦 |
| 富山丸     | 1943年8月                        | 太洋興業に移籍 |
| 富山丸     | 1944年6月29日                    | 北緯27度43分 東経129度06分 / 北緯27.717度 東経129.100度の地点でアメリカ潜水艦「スタージョン」の雷撃により沈没                                              |
|            |                                  | |
| 豊橋丸     | 1938年                           | ハンブルク線 |
| 豊橋丸     | 1940年3月3日から8月25日          | リバプール線最終就航（3月3日横浜発、5月20日リバプール着/5月28日発、パナマ運河経由8月25日横浜着）                                                           |
| 豊橋丸     | 1941年11月18日                   | 日本陸軍に徴傭 |
| 豊橋丸     | 1941年12月24日                   | ラモン湾上陸戦 |
| 豊橋丸     | 1942年6月4日                     | 北緯07度14分 東経98度06分 / 北緯7.233度 東経98.100度の地点でイギリス潜水艦「トラスティ」の雷撃により沈没                                                   |
|            |                                  | |
| 徳山丸     | 1918年8月2日                     | 北緯39度12分 西経70度23分 / 北緯39.200度 西経70.383度の地点でドイツ潜水艦U-140の雷撃により沈没                                                             |
|            |                                  | |
| 但馬丸     | 1938年                           | ハンブルク線 |
| 但馬丸     | 1941年9月23日                    | 日本陸軍に徴傭 |
| 但馬丸     | 1941年12月21日                   | リンガエン湾上陸戦 |
| 但馬丸     | 1942年2月14日                    | バンカ島ムントク攻略戦 |
| 但馬丸     | 1944年5月6日                     | 竹一船団加入中、北緯02度42分 東経124度07分 / 北緯2.700度 東経124.117度の地点でアメリカ潜水艦「ガーナード」の雷撃により沈没                                 |
|            |                                  | |
| 龍野丸     | 1934年10月                       | 中南米ガルフ線 |
| 龍野丸     | 1941年9月11日                    | 日本陸軍に徴傭 |
| 龍野丸     | 1942年3月                        | 蘭印作戦 |
| 龍野丸     | 1942年3月1日                     | バタビア沖海戦で損傷 |
| 龍野丸     | 1943年1月4日から2月19日          | 大阪鉄工所桜島工場で応急タンカーに改装 |
| 龍野丸     | 1943年1月4日                     | 解傭、日本海軍に徴傭 |
| 龍野丸     | 1943年8月13日                    | バリクパパンで爆撃を受け損傷 |
| 龍野丸     | 1943年9月12日から11月30日        | スラバヤで修理 |
| 龍野丸     | 1943年12月7日から1944年1月7日    | スラバヤ出港、バリクパパン、タラカン島（12月22日）、サンボアンガ（12月27日）、セブを経てマニラ着                                                           |
| 龍野丸     | 1944年1月16日                    | 北緯27度43分 東経129度06分 / 北緯27.717度 東経129.100度の地点でアメリカ潜水艦「スレッシャー」の雷撃により沈没                                              |
|            |                                  | |
| 鳥羽丸     | 1920年8月                        | 重油専焼船に改修 |
| 鳥羽丸     | 1938年                           | カルカッタ線 |
| 鳥羽丸     | 1938年7月11日から1939年1月4日    | 日本陸軍に徴傭 |
| 鳥羽丸     | 1941年7月15日                    | 日本陸軍に徴傭 |
| 鳥羽丸     | 1942年4月25日                    | アメリカ潜水艦「スピアフィッシュ」の雷撃により損傷 |
| 鳥羽丸     | 1945年6月16日                    | 基隆で爆撃を受け損傷 |
| 鳥羽丸     | 1945年7月11日                    | 解傭 |
| 鳥羽丸     | 1945年8月15日以降                | 中華民国に接収 |
| 鳥羽丸     | 1946年9月                        | 修理完了。航業公司の所有となり「台南」と改名 |
| 鳥羽丸     | 時期不詳                         | 益祥船業公司に移籍、「福祥」と改名 |
| 鳥羽丸     | 1958年あるいは1962年             | 売却の上、高雄で解体 |
|            |                                  | |
| 常磐丸     | 1938年                           | ボンベイ線 |
| 常磐丸     | 1939年10月15日                   | 鏑木汽船に移籍 |
| 常磐丸     | 1941年12月21日                   | リンガエン湾上陸戦 |
| 常磐丸     | 1942年3月                        | 蘭印作戦 |
| 常磐丸     | 1943年6月19日                    | 北緯32度31分 東経126度17分 / 北緯32.517度 東経126.283度の地点でアメリカ潜水艦「ギターロ」の雷撃により沈没                                                  |
|            |                                  | |
| 敦賀丸     | 1938年                           | ハンブルク線 |
| 敦賀丸     | 1937年8月25日から1938年3月30日   | 日本陸軍に徴傭 |
| 敦賀丸     | 1940年6月20日から10月1日         | 近東・イタリア線最終就航（6月20日横浜発、8月9日アデン着/8月10日発、10月1日横浜着）                                                                         |
| 敦賀丸     | 1941年7月21日                    | 日本陸軍に徴傭 |
| 敦賀丸     | 1941年12月19日                   | ダバオ攻略戦 |
| 敦賀丸     | 1942年1月10日から13日            | タラカン島攻略戦 |
| 敦賀丸     | 1942年1月24日                    | バリクパパン沖でオランダ潜水艦「K XVIII」の雷撃により沈没（バリクパパン沖海戦）                                                                            |
|            |                                  | |
| 津山丸     | 1934年10月18日                   | 中南米ガルフ線 |
| 津山丸     | 1941年10月4日                    | 日本陸軍に徴傭 |
| 津山丸     | 1941年12月21日                   | リンガエン湾上陸戦 |
| 津山丸     | 1942年3月                        | 蘭印作戦 |
| 津山丸     | 1943年9月11日                    | アメリカ潜水艦「スピアフィッシュ」の雷撃により損傷 |
| 津山丸     | 1944年10月2日                    | バシー海峡（北緯20度50分 東経121度31分 / 北緯20.833度 東経121.517度の地点）でアメリカ潜水艦「ポンフレット」の雷撃により沈没                                |
|            |                                  | |
| りま丸     | 1937年9月1日から1938年3月30日    | 日本陸軍に徴傭 |
| りま丸     | 1938年6月24日から1939年1月16日   | 日本陸軍に徴傭 |
| りま丸     | 1941年9月13日                    | 日本陸軍に徴傭 |
| りま丸     | 1941年12月21日                   | リンガエン湾上陸戦 |
| りま丸     | 1942年2月18日                    | パレンバン攻略戦 |
| りま丸     | 1942年5月                        | 開戦劈頭に損傷した陸軍輸送船阿蘇山丸（三井物産、8,811トン）を香港まで曳航                                                                                  |
| りま丸     | 1944年2月8日                     | 北緯31度05分 東経127度17分 / 北緯31.083度 東経127.283度の地点でアメリカ潜水艦「スヌーク」の雷撃により沈没                                                  |
|            |                                  | |
| りおん丸   | 1923年9月                        | 関東大震災被災者輸送 |
| りおん丸   | 1937年8月5日から1941年1月13日    | 日本陸軍に徴傭 |
| りおん丸   | 1941年1月13日                    | 日本海軍に徴傭 |
| りおん丸   | 1941年1月15日から4月3日          | 浦賀船渠で艤装工事 |
| りおん丸   | 1941年3月1日                     | 特設航空機運搬艦 |
| りおん丸   | 1941年1月1日                     | 特設運送船 |
| りおん丸   | 1944年1月17日                    | ラバウルで爆撃を受けて損傷 |
| りおん丸   | 1944年1月24日                    | ラバウルで爆撃を受けて大破、被害拡大により放棄 |
| りおん丸   | 1945年11月30日                   | 除籍 |
| りおん丸   | 1946年9月30日                    | 解傭 |
|            |                                  | |
| りすぼん丸 | 1938年                           | カルカッタ線 |
| りすぼん丸 | 1941年11月1日                    | 日本陸軍に徴傭 |
| りすぼん丸 | 1941年12月24日                   | ラモン湾上陸戦 |
| りすぼん丸 | 1942年2月2日                     | 馬公港外で防御機雷に触雷して座礁 |
| りすぼん丸 | 1942年10月1日                    | 北緯30度17分 東経123度15分 / 北緯30.283度 東経123.250度の地点でアメリカ潜水艦「グルーパー」の雷撃により損傷し、翌10月2日沈没                               |
|            |                                  | |
| 武豊丸     | 1934年10月                       | 中南米ガルフ線 |
| 武豊丸     | 1938年8月9日から1939年1月19日    | 日本陸軍に徴傭 |
| 武豊丸     | 1941年9月13日から1942年4月27日   | 日本陸軍に徴傭 |
| 武豊丸     | 1941年12月21日                   | リンガエン湾上陸戦 |
| 武豊丸     | 1942年3月                        | 蘭印作戦 |
| 武豊丸     | 1942年5月28日から1942年12月3日   | 船舶運営会使用船 |
| 武豊丸     | 1942年12月3日から1943年9月12日   | 日本海軍に徴傭 |
| 武豊丸     | 1942年12月4日から1943年1月15日   | 三菱横浜造船所で応急タンカーに改装 |
| 武豊丸     | 1943年9月12日                    | 船舶運営会使用船 |
| 武豊丸     | 1943年9月20日                    | 第197船団加入中、名瀬港で台風避泊中に座礁、のちに離礁 |
| 武豊丸     | 1944年8月21日                    | 北緯13度23分 東経120度19分 / 北緯13.383度 東経120.317度の地点でアメリカ潜水艦「レイ」の雷撃により沈没                                                      |
|            |                                  | |
| 高岡丸     | 1934年10月                       | 中南米ガルフ線 |
| 高岡丸     | 1938年                           | 南米西岸線 |
| 高岡丸     | 1938年8月24日から1939年1月7日    | 日本陸軍に徴傭 |
| 高岡丸     | 1940年4月10日から10月5日         | 東航世界一周線最終就航（4月10日大阪発・ロサンゼルス、パナマ運河経由6月9日ロンドン着/6月20日リバプール発、アメリカ東海岸およびパナマ運河経由10月5日横浜着） |
| 高岡丸     | 1941年6月                        | ペルー・モエンド沖で座礁した日本郵船「有馬丸」（7,389トン）の救援作業                                                                                      |
| 高岡丸     | 1941年9月10日                    | 日本陸軍に徴傭 |
| 高岡丸     | 1941年12月21日                   | リンガエン湾上陸戦 |
| 高岡丸     | 1942年3月                        | 蘭印作戦 |
| 高岡丸     | 1944年6月5日                     | 第3530船団加入中、北緯18度40分 東経140度35分 / 北緯18.667度 東経140.583度の地点でアメリカ潜水艦「シャーク」の雷撃により沈没                                |
|            |                                  | |
| 水戸丸     | 1935年12月1日                    | 英駆逐艦ダッチェス乗員の治療 |
| 水戸丸     | 1938年                           | ハンブルク線 |
| 水戸丸     | 1941年1月19日                    | 日本陸軍に徴傭 |
| 水戸丸     | 1942年1月23日                    | ラバウル攻略戦 |
| 水戸丸     | 1942年1月24日                    | ラバウル沖で爆撃を受け損傷 |
| 水戸丸     | 1942年5月                        | ポートモレスビー作戦 |
| 水戸丸     | 1943年8月25日                    | ラバウル沖で爆撃を受け損傷 |
| 水戸丸     | 1944年4月16日                    | 南緯02度25分 東経127度24分 / 南緯2.417度 東経127.400度の地点でアメリカ潜水艦「パドル」の雷撃により沈没                                                     |
|            |                                  | |
| 松江丸     | 1938年                           | ハンブルク線 |
| 松江丸     | 1937年10月28日から1938年1月10日  | 日本陸軍に徴傭 |
| 松江丸     | 1938年7月20日から1939年5月22日   | 日本陸軍に徴傭 |
| 松江丸     | 1941年7月11日                    | 日本陸軍に徴傭 |
| 松江丸     | 1941年12月                       | グアムの戦い |
| 松江丸     | 1942年5月                        | ポートモレスビー作戦 |
| 松江丸     | 1942年8月                        | ニューギニア島バサブア攻略戦 |
| 松江丸     | 1944年3月から4月                 | 松輸送 |
| 松江丸     | 1944年4月17日                    | 北緯09度30分 東経142度35分 / 北緯9.500度 東経142.583度の地点でアメリカ潜水艦「ハーダー」の雷撃により沈没                                                   |
|            |                                  | |
| 松本丸     | 1929年3月                        | 台州列島でイタリア駆逐艦「ムジャ」救助 |
| 松本丸     | 1938年                           | ハンブルク線 |
| 松本丸     | 1938年8月20日から1939年1月20日   | 日本陸軍に徴傭 |
| 松本丸     | 1939年5月15日から9月11日         | 日本海軍に徴傭 |
| 松本丸     | 1940年3月6日から8月7日           | 日本海軍に徴傭 |
| 松本丸     | 1941年6月25日から10月14日        | カルカッタ線最終就航（6月25日横浜発・8月15日カルカッタ着/9月7日発・10月14日横浜着）                                                                        |
| 松本丸     | 1941年10月26日から1943年10月31日 | 日本海軍に徴傭 |
| 松本丸     | 1943年2月3日から3月10日          | 呉海軍工廠で応急タンカーに改装 |
| 松本丸     | 1943年10月31日                   | 船舶運営会使用船 |
| 松本丸     | 1944年10月25日                   | 北緯25度04分 東経119度35分 / 北緯25.067度 東経119.583度の地点でアメリカ潜水艦「タング」の雷撃により座礁、翌日沈没                                          |
|            |                                  | |
| 前橋丸     | 1935年7月3日                     | 南洋海運に移籍 |
| 前橋丸     | 1938年                           | カルカッタ線 |
| 前橋丸     | 1942年3月                        | 蘭印作戦 |
| 前橋丸     | 1943年9月30日                    | 北緯06度01分 東経139度08分 / 北緯6.017度 東経139.133度の地点でアメリカ潜水艦「ポーギー」の雷撃により沈没                                                   |
|            |                                  | |
| 與禰丸     | 1916年                           | A/S Gilberts Rederi II（ノルウェー）に売却され、"Lovli"に改名                                                                                              |
| 與禰丸     | 1916年                           | H. Westfal-Larsen（ノルウェー）に売却 |
| 與禰丸     | 1917年                           | Soc. Nazionale di Nav.（イタリア）に売却 |
| 與禰丸     | 1917年10月11日                   | 北緯44度14分 東経8度03分 / 北緯44.233度 東経8.050度の地点でドイツ潜水艦UC-35の雷撃により沈没                                                               |
|            |                                  | |
| 第二與禰丸 | 1917年11月                       | 竣工直前にWar Shipping Controller（イギリス）に売却され、"War Dame"に改名                                                                                  |
| 第二與禰丸 | 1919年9月                        | Liverpool, Brazil & River Plate Steam Nav. Co., Ltd.（イギリス）に売却され、"Delambra"に改名                                                               |
| 第二與禰丸 | 1934年                           | Lamport & Holt Ltd.（イギリス）に売却 |
| 第二與禰丸 | 1940年7月7日                     | 南緯04度00分 西経26度00分 / 南緯4.000度 西経26.000度の地点でドイツ仮装巡洋艦「トール」の攻撃を受けて沈没。                                                 |
|            |                                  | |
| 鞍馬山丸   | 1918年                           | The Shipping Controller（イギリス）に売却され、"War Nymph"に改名                                                                                           |
| 鞍馬山丸   | 1919年                           | Miguelde Larrinaga SS. Co., Ltd.（イギリス）に売却され、"Pilarde Larrinaga"に改名                                                                          |
| 鞍馬山丸   | 1931年                           | Larrinaga S. S. Co. Ltd.（イギリス）に移籍 |
| 鞍馬山丸   | 1949年                           | 'I.N.S.A.' Soc. di Nav.（イタリア）に売却され、"Delia"に改名                                                                                               |
| 鞍馬山丸   | 1952年                           | "Ausonia" del Fratelli Ravano di Alberto（イタリア）に売却され、"Honestas"に改名                                                                           |
| 鞍馬山丸   | 1956年                           | "Soarma" Soc. Armamento Marittimo N.C. & Cia. de Nav. "Stella del Nord" S. P. A.（イタリア）に売却され、"Russula"に改名                                    |
| 鞍馬山丸   | 1957年12月7日                    | 解体のため売却 |
| 鞍馬山丸   | 1958年                           | ラ・スペツィアで解体 |
|            |                                  | |
| 第五大福丸 | 1917年                           | Furness, Withy & Co.（イギリス）に移籍し、"War Soldier"に改名                                                                                              |
| 第五大福丸 | 1919年                           | Union-Castle Mail SS. Co.（イギリス）に売却され、"Ripley Castle"に改名                                                                                     |
| 第五大福丸 | 1931年                           | 解体 |
|            |                                  | |
| 第七大福丸 | 1917年                           | Furness, Withy & Co.（イギリス）に移籍し、"War Sailor"に改名                                                                                               |
| 第七大福丸 | 1919年                           | British India Steam Nav. Co. Ltd.（イギリス）に売却され、"Hatarana"に改名                                                                                  |
| 第七大福丸 | 1942年8月18日                    | SL118船団に参加中、U-214の雷撃により沈没 |

## 要目一覧
| 船名       | 総トン数/ (載貨重量トン数)                     | 全長/垂線間長 | 型幅    | 型深    | 主機/馬力（最大）                            | 最大速力    | 出典                  |
| 徳島丸     | 6,055 トン/（1942年）5,975 トン （9,802トン）  | 129.08 m Lpp  | 16.95 m | 9.54 m  | 三連成レシプロエンジン1基1軸 3,246 馬力      | 10.6 ノット | [ 6 ] [ 7 ] [ 109 ]   |
| 鳥取丸     | 6,057 トン/（1942年）5,973 トン （9,802トン）  | 128.78 m Lpp  | 16.95 m | 9.54 m  | 三連成レシプロエンジン1基1軸 3,203 馬力      | 12.7 ノット | [ 6 ] [ 7 ] [ 110 ]   |
| 対馬丸     | 6,724 トン/（1942年）6,754 トン （10,615トン） | 135.64 m Lpp  | 17.68 m | 10.36 m | 三連成レシプロエンジン2基2軸 4,396 馬力      | 14.0 ノット | [ 10 ] [ 9 ] [ 111 ]  |
| 高田丸     | 6,728 トン                                     | 135.64 m Lpp  | 17.68 m | 10.36 m | 三連成レシプロエンジン2基2軸 4,396 馬力      | 12.0 ノット | [ 11 ] [ 9 ]          |
| 豊岡丸     | 7,375 トン/（1942年）7,097 トン （10,748トン） | 135.64 m Lpp  | 17.68 m | 10.36 m | 三菱パーソンズ タービン機関2基2軸 5,700 馬力 | 14.5 ノット | [ 12 ] [ 10 ] [ 112 ] |
| 富山丸     | 7,266 トン/（1942年）7,089 トン （10,795トン） | 135.64 m Lpp  | 17.68 m | 10.36 m | 三菱パーソンズ タービン機関2基2軸 5,700 馬力 | 14.5 ノット | [ 12 ] [ 13 ] [ 113 ] |
| 豊橋丸     | 7,298 トン/（1942年）7,031 トン （10,504トン） | 135.64 m Lpp  | 17.68 m | 10.36 m | 三連成レシプロエンジン2基2軸 5,929 馬力      | 14.6 ノット | [ 14 ] [ 15 ] [ 114 ] |
| 徳山丸     | 7,322 トン （10,477トン）                      | 135.64 m Lpp  | 17.68 m | 10.36 m | 三連成レシプロエンジン2基2軸 5,868 馬力      | 14.6 ノット | [ 14 ] [ 13 ]         |
| 但馬丸     | 7,295 トン/（1942年）6,995 トン （10,314トン） | 135.64 m Lpp  | 17.68 m | 10.36 m | 三連成レシプロエンジン2基2軸 6,100 馬力      | 14.9 ノット | [ 14 ] [ 13 ] [ 115 ] |
| 龍野丸     | 7,295トン/（1942年）6,960 トン （10,314トン）  | 135.64 m Lpp  | 17.68 m | 10.36 m | 三連成レシプロエンジン2基2軸 6,228 馬力      | 14.8 ノット | [ 14 ] [ 18 ] [ 116 ] |
| 鳥羽丸     | 7,266 トン/（1942年）6,995 トン （10,293トン） | 135.64 m Lpp  | 17.68 m | 10.36 m | 三連成レシプロエンジン2基2軸 6,343 馬力      | 15.0 ノット | [ 14 ] [ 19 ] [ 117 ] |
| 常磐丸     | 7,262 トン/（1942年）6,971 トン （10,827トン） | 135.64 m Lpp  | 17.68 m | 10.36 m | 三菱パーソンズ タービン機関2基2軸 5,500 馬力 | 14.7 ノット | [ 12 ] [ 20 ] [ 118 ] |
| 敦賀丸     | 7,289 トン/（1942年）6,987 トン （10,792トン） | 135.64 m Lpp  | 17.68 m | 10.36 m | 三連成レシプロエンジン2基2軸 5,300 馬力      | 14.7 ノット | [ 12 ] [ 21 ] [ 119 ] |
| 津山丸     | 7,289 トン/（1942年）6,962 トン （10,559トン） | 135.64 m Lpp  | 17.68 m | 10.36 m | 三連成レシプロエンジン2基2軸 5,332 馬力      | 14.8 ノット | [ 12 ] [ 20 ] [ 120 ] |
| りま丸     | 7,250 トン/（1942年）6,989 トン （10,744トン） | 135.64 m Lpp  | 17.68 m | 10.36 m | 三連成レシプロエンジン2基2軸 5,304 馬力      | 14.6 ノット | [ 25 ] [ 26 ] [ 121 ] |
| りおん丸   | 7,018 トン （10,625トン）                      | 135.64 m Lpp  | 17.68 m | 10.36 m | 三連成レシプロエンジン2基2軸 5,256 馬力      | 14.5 ノット | [ 27 ] [ 26 ] [ 122 ] |
| りすぼん丸 | 7,038 トン （10,547トン）                      | 135.64 m Lpp  | 17.68 m | 10.36 m | 三連成レシプロエンジン2基2軸 4,684 馬力      | 14.5 ノット | [ 27 ] [ 28 ] [ 123 ] |
| 武豊丸     | 7,028 トン/（1942年）6,964 トン （10,645トン） | 135.64 m Lpp  | 17.68 m | 10.36 m | 三連成レシプロエンジン2基2軸 4,483 馬力      | 12.0 ノット | [ 27 ] [ 31 ] [ 124 ] |
| 高岡丸     | 7,047 トン/（1942年）7,006 トン （10,655トン） | 135.64 m Lpp  | 17.68 m | 10.36 m | 三連成レシプロエンジン2基2軸 4,866 馬力      | 12.0 ノット | [ 27 ] [ 31 ] [ 125 ] |
| 水戸丸     | 7,061 トン （10,571トン）                      | 135.64 m Lpp  | 17.68 m | 10.36 m | 三連成レシプロエンジン2基2軸 5,300 馬力      | 12.0 ノット | [ 27 ] [ 32 ] [ 126 ] |
| 松江丸     | 7,061 トン （10,564トン）                      | 135.64 m Lpp  | 17.68 m | 10.36 m | 三連成レシプロエンジン2基2軸 5,584 馬力      | 13.0 ノット | [ 27 ] [ 33 ] [ 127 ] |
| 松本丸     | 7,025 トン （10,603トン）                      | 135.64 m Lpp  | 17.68 m | 10.36 m | 三連成レシプロエンジン2基2軸 5,752 馬力      | 13.0 ノット | [ 27 ] [ 34 ] [ 128 ] |
| 前橋丸     | 7,005 トン （10,402トン）                      | 135.64 m Lpp  | 17.68 m | 10.36 m | 三連成レシプロエンジン2基2軸 5,256 馬力      | 14.5 ノット | [ 27 ] [ 35 ] [ 129 ] |
| 與禰丸     | 7,340 トン                                     | 135.64 m Lpp  | 17.68 m | 10.36 m | 三菱パーソンズ タービン機関1基1軸 3,740 馬力 | 14.5 ノット | [ 12 ]                |
| 第二與禰丸 | 7,351 トン                                     | 135.64 m Lpp  | 17.68 m | 10.36 m | レシプロエンジン1基1軸 4,081 馬力            | 14.5 ノット | [ 12 ]                |
| 鞍馬山丸   | 7,352 トン                                     | 135.64 m Lpp  | 17.68 m | 10.36 m | レシプロエンジン1基1軸 4,213 馬力            | 14.5 ノット | [ 12 ]                |
| 第五大福丸 | 7,522 トン                                     | 135.64 m Lpp  | 17.68 m | 10.36 m | 三連成レシプロエンジン2基2軸 6,029 馬力      | 15.2 ノット | [ 106 ]               |
| 第七大福丸 | 7,522 トン                                     | 135.64 m Lpp  | 17.68 m | 10.36 m | 三連成レシプロエンジン2基2軸 6,029 馬力      | 15.2 ノット | [ 107 ]               |